# Droga wojewódzka nr 888
Droga wojewódzka nr 888 (DW888) – droga wojewódzka w woj. mazowieckim o długości 5,858 km łącząca drogę wojewódzką nr 580 z trasą poznańską (droga krajowa nr 92, dawniej nr 2). Droga przebiega przez powiat warszawski zachodni. Podlega Rejonowi Dróg Wojewódzkich Grodzisk Mazowiecki. Jest drogą klasy Z.

## Miejscowości leżące przy trasie DW888
- Święcice (powiat warszawski zachodni)
- Myszczyn
- Zaborów (powiat warszawski zachodni)